# Mónica Mendes
Mónica Soraia Amaral Mendes (* 16. Juni 1993 in Almada) ist eine ehemalige portugiesische Fußballspielerin.

## Karriere

### Vereine
Mendes spielte zunächst für den in ihrem Geburtsort ansässigen Beira-Mar Almada im Jugendbereich Fußball. Bereits im Alter von 16 Jahren spielte sie für die in Sintra unweit von Lissabon ansässige SU 1º Dezembro das erste Mal im Seniorinnenbreich. Danach begab sie sich in die Vereinigten Staaten um ein Studium zu beginnen. An der University of Texas at Brownsville kam sie während ihrer vier Jahre währenden Studienzeit auch für das Sport-Team der Bildungseinrichtung, die Ocelots, in der seinerzeit existierenden Red River Athletic Conference zu Meisterschaftsspielen. Im Jahr 2015 verließ sie das Sport-Team und begab sich auf Zypern. Dort gehörte sie der Frauenfußballmannschaft von Apollon Limassol in der First Division an. Nach knapp eineinhalb Monaten war sie anschließend für den norwegischen Erstligisten Vålerenga FD von 2015 bis 2016 aktiv.
In der Schweiz war sie eine Saison lang für den FC Neunkirch und in Italien ebenfalls eine Saison lang für den ACF Brescia aktiv. Danach war sie zwei Jahre lang für den AC Mailand in der Serie A tätig.
Nach Portugal zurückgekehrt, spielte sie in der Saison 2020/21 für Sporting CP in der höchsten Spielklasse. Ihre Spielerkarriere ließ sie in der Schweiz beim in Genf ansässigen Servette FC mit zwei Meistertiteln ausklingen.

### Nationalmannschaft
Als Nationalspielerin für den FPF kam sie zunächst in der U19-Nationalmannschaft in 28 Länderspielen zum Einsatz, in denen ihr vier Tore gelangen. Ihr Debüt gab sie am 7. April 2009 in Rio Maior bei der 1:3-Niederlage gegen die U19-Nationalmannschaft Belgiens in der altersbezogenen zweiten Qualifikationsrunde. Nach insgesamt 16 EM-Qualifikationsspielen und zwei Toren war sie mit ihrer Mannschaft das erste Mal bei der in der Türkei ausgetragenen und altersbezogenen Europameisterschaft vertreten. Nachdem sie in allen drei Spielen der Gruppe A eingesetzt worden war, kam sie am 11. Juli 2012 in  Antalya bei der 0:1-Halbfinalniederlage gegen die U19-Nationalmannschaft Spaniens in ihrem 28. und letzten Länderspiel für diese Altersklasse zum Einsatz.
Ihr A-Länderspieldebüt erfolgte am 9. Dezember 2012 in São Paulo bei der 0:4-Niederlage gegen die Nationalmannschaft Brasiliens mit Einwechslung für Sílvia Rebelo in der zwölften Minute. Drei weitere Turnierspiele bestritt sie am 13., 16. und 19. Dezember 2012.
Am 14. Juni 2014 erzielte sie in Fier beim 3:0-Sieg über die Nationalmannschaft Albaniens im siebten Spiel der WM-Qualifikationsgruppe 5 mit dem Treffer zur 1:0-Führung in der 54. Minute. Fünf WM-Qualifikationsspiele zuvor und sechs danach bestritt sie ebenfalls. Die anderen zwei in ihrer Länderspielkarriere erzielte sie in zwei Länderspielen hintereinander. Zunächst war sie mit ihrem Treffer zum 1:4-Endstand gegen die Nationalmannschaft Islands am 6. März 2019 in Parchal im Spiel um Platz 9 im Turnier um den Algarve-Cup erfolgreich, anschließend am 6. April 2019 in Alverca do Ribatejo beim 2:1-Sieg im Freundschaftsspiel gegen die Nationalmannschaft Ungarns mit dem Siegtreffer in der 90. Minute.
Sie wurde in 17 Freundschaftsspielen berücksichtigt und in 16 Turnierspielen um den Algarve-Cup; 2013, 2014 (jeweils 4 Spiele), 2015 (1 Spiel), 2016, 2018 (jeweils 2 Spiele) und 2019 (3 Spiele). Zwei Spiele bestritt sie im Vier-Nationen-Turnier am 4. und 8. Oktober 2018.
Ihr letztes A-Länderspiel bestritt sie am 19. Februar 2021 in Helsinki bei der 0:1-Niederlage gegen die Nationalmannschaft Finnlands im siebten Spiel der EM-Qualifikationsgruppe D. Sechs EM-Qualifikationsspiele hatte sie zuvor bestritten.

## Erfolge
Servette FC
- Schweizer Meister 2021, 2024

Sporting CP
- Portugiesischer Supercup-Sieger 2021

FC Neunkirch
- Schweizer Meister 2017

Apollon Ladies FC
- Zyprischer Meister 2016